# Provincia de Sa Kaeo
Sa Kaeo (en talilandés: สระแก้ว) es una de las provincias de Tailandia situada en la zona oriental del país y que limita, en el sentido de las agujas del reloj, con las provincias de Chantaburi, Chachoengsao, Prachin Buri, Nakhon Ratchasima y Buri Ram. Por el este limita con las fronteras camboyanas de las provincias de Banteay Mean Chey y Battambang.

## Geografía
El norte de la provincia está cubierto con la boscosas montañas de Dong Phayayen. Al sur se encuentran las zonas más llanas, en su mayoría deforestadas.
En las montañas Cardamom se encuentran dos parques nacionales fronterizos con Camboya que destacan por sus bosques tropicales: el Pang Sida y el Ta Phraya.

## Historia
Sa Kaeo se convirtió en una provincia en 1993, cuando los seis distritos de Sa Kaeo, Khlong Hat, Wang Nam Yen, Aranya Prathet, Ta Phraya y Watthana Nakhon de la provincia de Prachinburi fueron calificados administrativamente como provincia. Por lo tanto, es una de las tres provincias más jóvenes de Tailandia, junto con Amnat Charoen y Nong Bua Lam Phu.

## Símbolos
El emblema provincial muestra la salida del sol sobre las ruinas arqueológicas de Prasart Kao Noi Si Chom Poo, un importante templo camboyano. El sol simboliza la ubicación de la provincia en el este. En la parte delantera hay una imagen de Buda en un estanque con flores de loto. El árbol es el Phyllonthus emblica, y la flor provincial es el jazmín naranja (Cestrum aurantiacum).

## División administrativa
Sa Kaeo está dividido en 9 distritos (Amphoe) que se subdividen en 59 comunas (tambon) y 619 aldeas (muban).
| 1. Mueang Sa Kaeo 2. Khlong Hat 3. Ta Phraya 4. Wang Nam Yen 5. Watthana Nakhon | 1. Aranyaprathet 2. Khao Chakan 3. Khok Sung 4. Wang Sombun |